# Bob Dermer
Bob Dermer est un acteur canadien qui a joué Grognon dans la série dessinée de film et télévision fondé dans les Bisounours.

## Filmographie
- 1976 : Readalong (série TV) : Puppeteer
- 1980 : The Christmas Raccoons (TV) : Ralph Raccoon (voix)
- 1981 : Today's Special (série TV) : Sam Crenshaw (voix)
- 1981 : The Raccoons on Ice (TV) : Ralph Raccoon (voix)
- 1982 : Love (segment The Black Cat in the Black Mouse Socks)
- 1983 : The Raccoons and the Lost Star (TV) : Ralph Raccoon (voix)
- 1984 : The Care Bears Battle the Freeze Machine (TV) (voix)
- 1985 : Les Bisounours: le film (The Care Bears Movie) : Grognon (voix)
- 1986 : Les Bisounours II: une nouvelle génération : Grognon (voix)
- 1987 : Les Calinours au pays des merveilles : Grognon (voix)
- 1994 : Basil Hears a Noise (vidéo) : Additional characters
- 1994 : Super Noël (The Santa Clause) : Puppet Punch
- 1996 : Seule contre tous (Hostile Advances: The Kerry Ellison Story) (TV) : Drunk
- 2004 : Care Bears: Forever Friends (vidéo) : Grognon